# Powfu
Isaiah Faber (Vancouver, 1999. március 31. –) művésznevén Powfu kanadai énekes, rapper, dalszerző és lemezproducer. Népszerűségét a Death Bed (Coffee for Your Head) című kislemezének köszönheti, amely a Billboard Hot 100 slágerlistáján a 23. helyen végzett.

## Zenei pályafutása
2020 februárjában kiadta a Death Bed (Coffee for Your Head) című dalát, amely Beabadoobee brit énekesnő Coffee című debütáló kislemezéről tartalmaz mintát. A kislemezt 2021 júniusáig több mint egymilliárdszor hallgatták meg a Spotifyon, és a Billboard Hot 100 listáján a 23. helyezést érte el, miután a TikTok videómegosztó alkalmazás révén egyre nagyobb népszerűségre tett szert. A kislemez egy évvel későbbi kereskedelmi forgalomba hozatala után Powfu aláírt az amerikai Columbia Recordshoz, valamint az Egyesült Királyságban a Robots + Humanshoz.

## Diszkográfia

### Stúdióalbumok
- Some Boring Love Stories Pt. 5 Pt. 5 (2020) [3]

### Középlemezek
| Some Boring, Love Stories        | - Megjelenés: 2018. december 12. - Kiadó: PowPow - Formátum: digitális letöltés, streaming                   |
| Some Boring, Love Stories, Pt. 2 | - Megjelenés: 2019. február 16. - Kiadó: PowPow - Formátum: digitális letöltés, streaming                    |
| Some Boring, Love Stories, Pt. 3 | - Megjelenés: 2019. április 10. - Kiadó: PowPow - Formátum: digitális letöltés, streaming                    |
| Some Boring, Love Stories, Pt. 4 | - Megjelenés: 2019. november 12. - Kiadó: PowPow - Formátum: digitális letöltés, streaming                   |
| Poems of the Past                | - Megjelenés: 2020. május 29. - Kiadó: Columbia, Robots + Humans - Formátum: digitális letöltés, streaming   |
| Drinking Under the Streetlights  | - Megjelenés: 2021. június 4. - Kiadó: Powfu Productions, Columbia - Formátum: digitális letöltés, streaming |

### Kislemezek
| Letters in December (közreműködik Rxseboy)                                  | 2019 |
| Dead Eyes (közreműködik Promoting Sounds és Ouse!)                          | 2019 |
| Hide in Your Blue Eyes (közreműködik Thomas Reid)                           | 2019 |
| Laying on My Porch While We Watch the World End. (közreműködik és Slipfunc) | 2020 |
| Don't Fall Asleep Yet (közreműködik ENRA)                                   | 2020 |
| Death Bed (Coffee for Your Head)                                            | 2020 |
| I'm Used to It                                                              | 2020 |
| I'll Come Back to You                                                       | 2020 |
| Eyes (közreműködik Lilyung & Chrisbeats)                                    | 2020 |
| 17again                                                                     | 2020 |
| Stay4ever (közreműködik Mounika.)                                           | 2020 |
| When the Hospital Was My Home (közreműködik Rxseboy)                        | 2020 |
| The Way That You See Me (közreműködik Rxseboy és Sarcastic Sounds)          | 2021 |
| Survivor (közreműködik Known. és Kultargotbounce)                           | 2021 |
| The Long Way Home (közreműködik Sarcastic Sounds és Sara Kays)              | 2021 |
| Mario Kart (közreműködik Travis Barker)                                     | 2021 |
| Losing Sleep (közreműködik Dvbbs)                                           | 2021 |

#### Közreműködőként
| Cím                                                                                           | Év   |
| --------------------------------------------------------------------------------------------- | ---- |
| Feel That Again Prod. 8rokeboy (Happily Sad, közreműködik Powfu)                              | 2018 |
| Eyes Blue Like the Atlantic, Pt. 2 (Sista Prod, közreműködik Alec Benjamin, Rxseboy és Powfu) | 2020 |
| tell me when you change (Jay Sek, Powfu közreműködésével)                                     | 2020 |
| how to live (yaeow Powfu és Sarcastic Sounds közreműködésével)                                | 2021 |

## Díjak és jelölések
| Év   | Díj                      | Kategória                           | Eredmény | Forr.  |
| ---- | ------------------------ | ----------------------------------- | -------- | ------ |
| 2021 | iHeartRadio Music Awards | Legjobb új rock / alternatív előadó | Elnyerte | [ 28 ] |
| 2021 | Juno Awards              | Az év áttörő előadója               | Jelölve  | [ 29 ] |

## Fordítás
- Ez a szócikk részben vagy egészben  a   Powfu című angol Wikipédia-szócikk ezen változatának fordításán alapul.  Az eredeti cikk szerkesztőit annak laptörténete sorolja fel. Ez a jelzés csupán a megfogalmazás eredetét és a szerzői jogokat jelzi, nem szolgál a cikkben szereplő információk forrásmegjelöléseként.